# Aulnay-sous-Bois
Aulnay-sous-Bois [ɔ(l)nɛ su bwa] ist eine rund 15 Kilometer nordöstlich von Paris gelegene französische Stadt im Département Seine-Saint-Denis in der Region Île-de-France. Sie hieß bis 1903 Aulnay-lès-Bondy (bzw. noch früher Aulnay-les-Bondies). Die Einwohner werden Aulnaysiens genannt.
Sie hat 86.360 Einwohner (Stand 1. Januar 2022), von denen ca. 55.000 in Aulnay-sous-Bois-Nord und ca. 25.000 in Aulnay-sous-Bois-Sud leben. Sie ist damit die viertgrößte Stadt des Départements.

## Politik
Bürgermeister ist seit 2020 Bruno Beschizza (LR).
Überregionale Bekanntheit erlangte Aulnay-sous-Bois im November 2005 durch die Unruhen, die in dieser Region ihren Ursprung nahmen.

## Wirtschaft
Der Automobilhersteller Citroën errichtete 1973 auf dem Gebiet der Gemeinde eine Fabrik. Die Citroën SA wurde im Dezember 1974 vom Konkurrenten Peugeot SA übernommen, seit April 1976 heißt die Firma PSA Peugeot Citroën. Das Werk beschäftigte rund 3.000 Personen. Am 26. Oktober 2013 wurde die Produktion eingestellt, im folgenden Dezember das Werk geschlossen. Von 1973 bis 2013 wurden rund 8,5 Millionen Fahrzeuge in Aulnay-sous-Bois produziert.
Die Gemeinde war auch Standort der Compagnie des Freins & Signaux Westinghouse, in der nach dem Zweiten Weltkrieg von 1945 bis 1949 der „europäische“ Transistor von Herbert F. Mataré und Heinrich Welker entwickelt wurde, der „Le Transistron“ hieß.

## Sehenswürdigkeiten

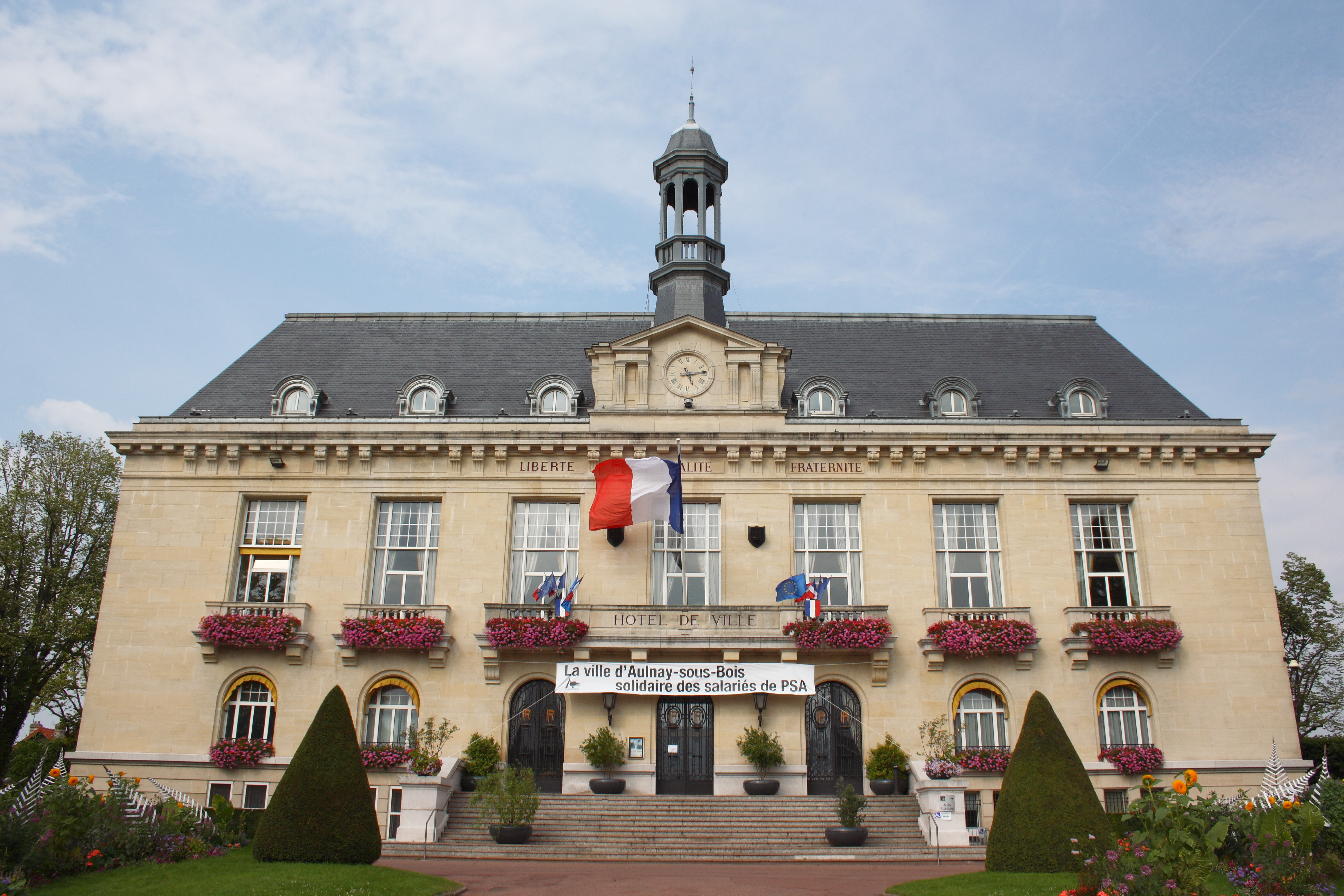
Hôtel de Ville (Rathaus)

- Kirche Saint Sulpice (Monument historique), erbaut ab dem 12. Jahrhundert
- Hôtel de Ville (Rathaus), erbaut 1934
- Villa Chansonia, erbaut 1907

## Verkehr

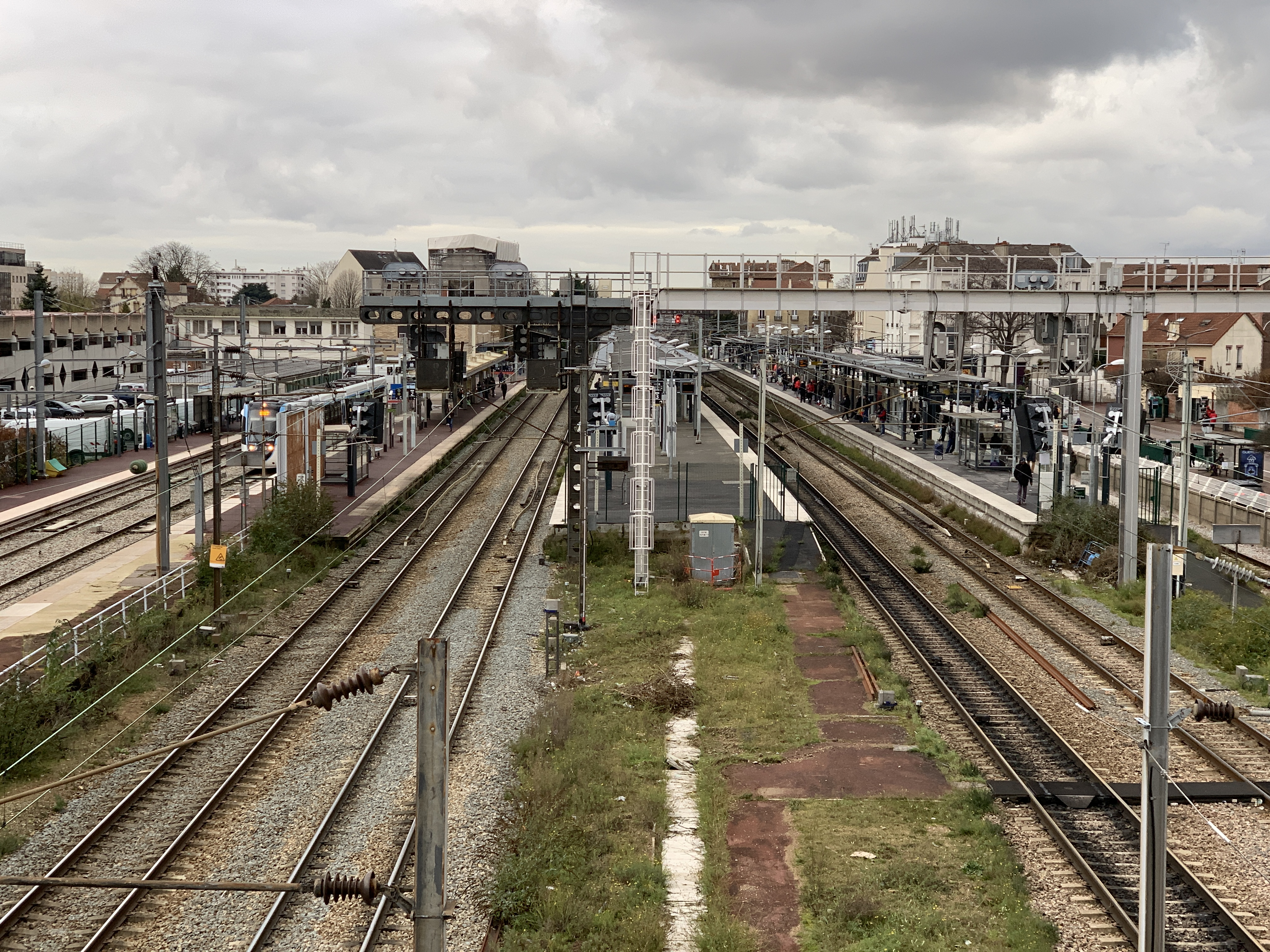
Bahnhof Aulnay-sous-Bois – links die Endstation der Straßenbahn

Der Bahnhof Aulnay-sous-Bois wurde am 7. August 1875 zeitgleich mit der Bahnstrecke La Plaine–Hirson unter der Bezeichnung Aulnay-lès-Bondy durch die Compagnie des chemins de fer du Nord (NORD) eröffnet; seinen heutigen Namen erhielt er im Jahr 1903. Am selben Tag ging eine kurze Zweigstrecke nach Bondy („Ligne des Coquetiers“) in Betrieb, die eine Verbindung zu den Gleisen der Compagnie des chemins de fer de l’Est (EST) herstellte. Mit der Entwicklung des Schnellbahnnetzes Réseau express régional d’Île-de-France (RER) kam 1976 eine Strecke nach Roissy zum Flughafen Paris-Charles-de-Gaulle hinzu.
Aktuell wird der Bahnhof von Zügen der Schnellbahnlinie RER B und der Linie K des Vorortnetzes Transilien Paris-Nord bedient. Zudem endet dort die Linie 4 der Pariser Straßenbahn, die die Trasse der Strecke nach Bondy nutzt.

## Persönlichkeiten
- Jean-Claude Abrioux (1931–2011), Politiker (UMP)
- Maurice Altenbach (1933–2005), Schweizer Komponist, Musikpädagoge und Cellist
- Yves Albarello (* 1952), Politiker
- Jean-Raymond Toso (* 1952), Radrennfahrer
- Didier Monczuk (* 1961), Fußballspieler
- Olivier Dacourt (* 1974), Fußballspieler, wuchs hier auf
- Pierre-Olivier Persin (* 1974), Maskenbildner
- Alice Diop (* 1979), Dokumentarfilmerin
- Alou Diarra (* 1981), Fußballspieler, wuchs hier auf
- Sefyu (* 1981), Rapper
- Charles Traoré (* 1992), malischer Fußballspieler
- Vald (* 1992), Rapper
- Aya Nakamura (* 1995), französisch-malische Sängerin, zog als Kind mit ihrer Familie hier hin